# Лаймон (Колорадо)
Лаймон (англ. Limon) — місто (англ. town) в США, в окрузі Лінкольн штату Колорадо. Населення — 2043 особи (2020).

## Географія
Лаймон розташований за координатами 39°15′54″ пн. ш. 103°41′24″ зх. д. / 39.26500° пн. ш. 103.69000° зх. д. (39.265075, -103.689950).  За даними Бюро перепису населення США в 2010 році місто мало площу 5,60 км², з яких 5,54 км² — суходіл та 0,06 км² — водойми. В 2017 році площа становила 7,99 км², з яких 7,90 км² — суходіл та 0,08 км² — водойми.

### Клімат
| Клімат : Лаймон                                        | Клімат : Лаймон | Клімат : Лаймон | Клімат : Лаймон | Клімат : Лаймон | Клімат : Лаймон | Клімат : Лаймон | Клімат : Лаймон | Клімат : Лаймон | Клімат : Лаймон | Клімат : Лаймон | Клімат : Лаймон | Клімат : Лаймон | Клімат : Лаймон |
| Показник                                               | Січ.            | Лют.            | Бер.            | Квіт.           | Трав.           | Черв.           | Лип.            | Серп.           | Вер.            | Жовт.           | Лист.           | Груд.           | Рік             |
| Абсолютний максимум, °C                                | 22,8            | 22,8            | 27,8            | 31,1            | 32,2            | 37,8            | 37,2            | 37,2            | 35,6            | 30,0            | 25,6            | 23,3            | 37,8            |
| Середній максимум, °C                                  | 5,6             | 6,7             | 11,7            | 16,1            | 21,1            | 26,7            | 30,6            | 28,9            | 24,4            | 17,8            | 10,6            | 5,0             | 17,1            |
| Середній мінімум, °C                                   | −11,7           | −10,6           | −6,7            | −2,2            | 3,3             | 8,3             | 11,7            | 11,1            | 5,6             | −1,1            | −7,2            | −12,2           | −0,9            |
| Абсолютний мінімум, °C                                 | −32,8           | −31,1           | −25             | −15,6           | −7,8            | 0,6             | 5,0             | 2,8             | −8,3            | −17,2           | −23,9           | −30             | −32,8           |
| Норма опадів, мм                                       | 8               | 12              | 21              | 35              | 51              | 61              | 63              | 72              | 22              | 26              | 15              | 9               | 395             |
| Днів з опадами                                         | 4,0             | 4,3             | 6,5             | 7,5             | 10,5            | 9,2             | 9,2             | 10,4            | 6,0             | 5,0             | 4,8             | 4,4             | 81,8            |
| Днів зі снігом                                         | 4,7             | 4,6             | 5,1             | 3,6             | 0,7             | 0               | 0               | 0               | 0,4             | 1,7             | 4,6             | 5,1             | 30,5            |
| ------------------------------------------------------ | --------------- | --------------- | --------------- | --------------- | --------------- | --------------- | --------------- | --------------- | --------------- | --------------- | --------------- | --------------- | --------------- |
| Джерело: National Weather Service; The Weather Channel |                 |                 |                 |                 |                 |                 |                 |                 |                 |                 |                 |                 |                 |

## Демографія
Згідно з переписом 2010 року, у місті мешкало 1880 осіб у 828 домогосподарствах у складі 476 родин. Густота населення становила 336 осіб/км².  Було 963 помешкання (172/км²).
Расовий склад населення:
| - 93,2 % — білих - 0,9 % — корінних американців - 0,8 % — чорних або афроамериканців - 0,8 % — азіатів - 0,1 % — вихідців з тихоокеанських островів - 2,8 % — осіб інших рас |

До двох чи більше рас належало 1,5 %. Частка іспаномовних становила 9,4 % від усіх жителів.
За віковим діапазоном населення розподілялося таким чином: 27,4 % — особи молодші 18 років, 56,4 % — особи у віці 18—64 років, 16,2 % — особи у віці 65 років та старші. Медіана віку мешканця становила 37,6 року. На 100 осіб жіночої статі у місті припадало 90,7 чоловіків;  на 100 жінок у віці від 18 років та старших — 85,6 чоловіків також старших 18 років.
Середній дохід на одне домашнє господарство  становив 50 229 доларів США (медіана — 31 776), а середній дохід на одну сім'ю — 65 282 долари (медіана — 58 550). Медіана доходів становила 36 250 доларів для чоловіків та 38 636 доларів для жінок. За межею бідності перебувало 19,6 % осіб, у тому числі 26,0 % дітей у віці до 18 років та 8,1 % осіб у віці 65 років та старших.
Цивільне працевлаштоване населення становило 559 осіб. Основні галузі зайнятості: роздрібна торгівля — 21,6 %, освіта, охорона здоров'я та соціальна допомога — 20,0 %, публічна адміністрація — 18,1 %.